# Vezenkovo, Burgas
Vezenkovo (în bulgară Везенково) este un sat în comuna Sungurlare, regiunea Burgas,  Bulgaria. 

## Demografie
Componența etnică a satului Vezenkovo
     Turci (12,82%)
     Bulgari (34,03%)
     Romi (22,61%)
     Nicio identificare (30,53%)
La recensământul din 2011, populația satului Vezenkovo era de 429 locuitori. Nu există o etnie majoritară, locuitorii fiind bulgari (34,03%), romi (22,61%) și turci (12,82%). Pentru 30,53% din locuitori nu este cunoscută apartenența etnică.